# 滕南特山
滕南特山（英語：Mount Tennant），是南極洲的山峰，它位於葛拉漢地西岸的丹科海岸，處於龍格島北端，海拔高度690米，当年由比利時的探險隊發現，現時由南極條約體系管理。